# Aesthetics of Hate
Aesthetics of Hate è un singolo del gruppo musicale statunitense Machine Head, pubblicato il 3 aprile 2007 come primo estratto dal loro sesto album in studio The Blackening.
Il brano è stato nominato al Grammy Award alla miglior interpretazione metal nel 2008.

## Descrizione
Il testo del brano è stato scritto dal frontman Robb Flynn in risposta all'articolo scritto da William Grim sul sito Iconoclast intitolato Aesthetics of Hate: R.I.P. Dimebag Abbott, & Good Riddance, e contro tutti i detrattori dell'ambiente heavy metal. Nell'articolo, Grim attacca il defunto Dimebag Darrell (storico chitarrista di Pantera e Damageplan).
Dopo aver letto l'articolo Flynn, grande amico di Dimebag, scrisse un messaggio sul forum dei Machine Head:
Riguardo la musica, Flynn ha dichiarato di essere stato influenzato nella sua scrittura dalle band della Bay Area e in particolare agli Exodus. Nel febbraio 2005 il gruppo aveva già registrato, insieme ad altre demo, una prima versione del brano. Secondo Flynn, tuttavia, tale versione conteneva una parte ritenuta da lui una «patetica imitazione di Angel of Death degli Slayer», che alla fine rimosse in quanto lo infastidiva ogni volta che il gruppo la suonava.
Parlando della nomination ricevuta ai Grammy Awards 2008, Flynn disse:
L'8 agosto 2008 il brano è stato incluso nella lista tracce del pacchetto aggiuntivo della Roadrunner Records per il videogioco Rock Band.

## Video musicale
Il video ufficiale del brano, diretto da Mike Sloat, è stato pubblicato il 26 aprile 2007.

## Tracce
Testi di Robb Flynn, musiche di Adam Duce e Robb Flynn.
1. Aesthetics of Hate – 5:28

## Formazione
- Robb Flynn – voce, chitarra ritmica e solista
- Phil Demmel – chitarra solista, cori
- Adam Duce – basso, cori
- Dave McClain – batteria